# CAグアスアーノ
クルービ・アトレチコ・グアスアーノ（ポルトガル語: Clube Atlético Guaçuano）は、ブラジル・サンパウロ州モジ・グアスを本拠地とするサッカークラブである。 

## 歴史
1929年2月26日に設立された。設立以降アマチュアリーグに所属していたが、1975年にカンピオナート・パウリスタ・セリエA3に参加し、プロリーグ初登場となった。

## 本拠地
本拠地はエスタジオ・ムニシパウ・アレシャンドリ・アウグスト・カマーショで、収容人数は5594人である
。

## 歴代所属選手
- 納谷伊織 2006
- 沼田圭悟 2010-11
- フェリペ 2012